# Младен Василев
Младен Василев (болг. Младен Василев, нар. 29 липня 1947, Сливниця) — болгарський футболіст, що грав на позиції нападника.

## Клубна кар'єра
У дорослому футболі дебютував 1965 року виступами за нижчолігову команду «Сливницький герой», в якій провів три сезони, після чого протягом сезону 1968/69 років захищав кольори клубу «Славія» (Софія) у Групі А.
1969 року перейшов до клубу «Академик» (Софія), за який відіграв 8 сезонів, провівши 209 ігор та забивши 68 голів у Групі А. Завершив кар'єру футболіста виступами за команду «Академик» (Софія) у 1977 році.

## Виступи за збірну
7 квітня 1971 року дебютував в офіційних матчах у складі національної збірної Болгарії в товариському матчі з Грецією (1:0), забивши єдиний і переможний м'яч у грі.
У складі збірної був учасником чемпіонату світу 1974 року у ФРН, де зіграв у одному матчі Болгарії проти Швеції (0:0), але болгари не виграли жодної гри та не змогли пройти груповий етап.
Загалом протягом кар'єри у національній команді, яка тривала 5 років, провів у її формі 27 матчів і забив 7 голів.